# Puente de Vistabella
La Pasarela Jorge Manrique (también denominada Puente de Vistabella) es un puente peatonal sobre el río Segura situado en la ciudad de Murcia (Región de Murcia, España).

## Características
Esta pasarela comunica los barrios murcianos de Vistabella, del que recibe el nombre, concretamente en la avenida Intendente Jorge Palacios en su intersección con la calle Antonio Torrecillas, y el Infante Don Juan Manuel al otro lado del río, en la avenida del mismo nombre esquina con la calle Jorge Manrique (de la que toma su otro apelativo), atravesando el cauce urbano del Segura.
Su diseño utiliza como elementos básicos el arco tubular y los tirantes tan característicos de la obra del autor valenciano. 53 metros de longitud tiene el tablero de la pasarela, sin embargo, su anchura es variable. Mientras que los dos extremos tienen 10 metros, en el centro se estrecha hasta los seis.

## Historia
Planificada en tiempos del alcalde José Méndez Espino, el 22 de septiembre de 1998 comenzó el montaje de la pasarela Jorge Manrique, también llamada de Vistabella. Una grúa de grandes dimensiones fue la encargada de colocar los tableros que sujetaron el nuevo puente, obligando a cortar el tráfico en las avenidas Intendente Jorge Palacios e Infante Don Juan Manuel. 
Se inauguró el 9 de enero de 1999, dos meses después de la fecha prevista, por parte del alcalde de Murcia en aquel entonces, Miguel Ángel Cámara, con la presencia del arquitecto Santiago Calatrava, que declaró haber "modernizado la imagen de Murcia". En un primer momento se planificó que tanto este puente como la reforma del puente del Hospital (también obra de Calatrava), se inauguraran a la vez, pero el retraso en la llegada de materiales para este último puente lo imposibilitó.

## Problemática
El pavimento está realizado en cristal, siendo uno de sus principales problemas ya que, siempre hay zonas en las que éste se rompe dificultando el tránsito peatonal.
Dadas las quejas y reclamaciones recibidas respecto a la peligrosidad del pavimento de la pasarela Jorge Manrique, se solicitó una solución al problema. Tras un proceso de estudio, se optó por el de una moqueta antideslizante de rizo de vinilo con partículas granuladas de PVC.